# Нименьга (посёлок)
Ни́меньга — посёлок в Онежском районе Архангельской области. Административный центр Нименьгского сельского поселения.

## География
Посёлок находится в северо-западной части Архангельской области, в подзоне северной тайги, на берегу реки Нименьга, на расстоянии примерно 33 км (по прямой) к юго-западу от города Онега, административного центра района.

### Часовой пояс
Посёлок Нименьга, как и вся Архангельская область, находится в часовой зоне МСК (московское время). Смещение применяемого времени относительно UTC составляет +3:00.

## Население
| 2002 | 2010 | 2012 |
| ---- | ---- | ---- |
| 645  | ↘595 | ↗689 |

## Улицы
| - ул. Дальняя, - ул. Комсомольская, - ул. Красноармейская, - ул. Лесная, - ул. Набережная, | - ул. Нагорная, - ул. Новая, - ул. Центральная, - ул. Черёмушки, - ул. Школьная. |

## Экономика
В посёлке действует лесоперерабатывающее предприятие «Нименьгалес».